# رده‌بندی مناطق حفاظت‌شده اتحادیه بین‌المللی حفاظت از طبیعت

نشان اتحادیه بین‌المللی حفاظت از طبیعت (IUCN)

رده‌بندی مناطق حفاظت‌شده اتحادیه بین‌المللی حفاظت از طبیعت یا رده‌های مدیریت مناطق حفاظت‌شده IUCN رده‌هایی است که به‌منظور دسته‌بندی مناطق حفاظت‌شده توسط اتحادیه بین‌المللی حفاظت از طبیعت (IUCN) به‌کار می‌رود.
استفاده از رده‌های مناطق حفاظت‌شده بخشی از راهبردی است که برای حفاظت از محیط زیست طبیعی و تنوع زیستی جهان استفاده می‌شود. اتحادیه بین‌المللی حفاظت از طبیعت (IUCN)، سامانه دسته‌بندی مدیریت مناطق حفاظت‌شده را برای تعریف، ثبت و طبقه‌بندی طیف گسترده‌ای از اهداف خاص و نگرانی‌ها، در هنگام طبقه‌بندی مناطق حفاظت‌شده و اهداف آن‌ها. توسعه داده است. دستورالعمل‌های تکمیلی بیشتری نیز مخصوص مناطق حفاظت‌شده دریایی (MPAs) تدوین شده است.
این روش طبقه‌بندی در مقیاس جهانی توسط دولت‌های ملی و نهادهای بین‌المللی مانند سازمان ملل متحد و کنوانسیون تنوع زیستی به رسمیت شناخته شده است.

## رده‌ها

### رده Ia – ذخیره‌گاه طبیعی محدودشده
ذخیره‌گاه طبیعی محدودشده (رده Ia دسته‌بندی IUCN) منطقه‌ای است که به‌منظور حفاظت از تنوع زیستی و احتمالاً ویژگی‌های زمین‌شناسی/ژئومورفولوژی آن، از همه استفاده‌های انسانی به جز استفاده سبک محافظت می‌شود. این مناطق اغلب زیستگاه اکوسیستم‌های بومی متراکم هستند که در آن همه مزاحمت‌های انسانی به جز مطالعات علمی، پایش زیست‌محیطی و آموزش ممنوع است. از آنجا که این مناطق به شدت محافظت می‌شوند، محیط‌های بکر و ایده‌آلی را فراهم می‌کنند که اندازه‌گیری تأثیر خارجی انسان در مقایسه با مناطق دیگر را امکان‌پذیر می‌کنند.
در برخی موارد، ذخیره‌گاه‌های طبیعی محدودشده، برای جوامع اطراف خود اهمیت معنوی دارند و به همین دلیل نیز محافظت می‌شوند. افرادی که در داخل منطقه به انجام آداب مذهبی خود مشغول هستند، حق دارند به این کار ادامه دهند و انجام آن با اهداف حفاظتی و مدیریتی منطقه مطابقت دارد.
جلوگیری از تأثیرات انسانی بر ذخیره‌گاه‌های طبیعی محدودشده، به‌طور فزاینده ای دشوار است، زیرا آلودگی اقلیم و هوا و بیماری‌های نوظهور در محدوده مناطق حفاظت‌شده متوقف نمی‌شود. در صورتی که برای حفظ این دستورالعمل‌های سختگیرانه نیاز به مداخله دائمی باشد، این منطقه با تنزل رده، اغلب در دسته IV یا V قرار خواهد گرفت.

### رده Ib – منطقه طبیعت وحش
منطقه طبیعت وحش (رده Ib دسته‌بندی IUCN) به ذخیره‌گاه طبیعی محدودشده شباهت دارد، اما به‌طور کلی بزرگ‌تر است و با روشی کمی سختگیرانه‌تر محافظت می‌شود.
این مناطق یک پهنه حفاظت‌شده هستند که در آن تنوع زیستی و فرایندهای اکوسیستمی (از جمله تکامل) اگر قبلاً توسط فعالیت‌های انسانی مختل شده باشند، اجازه دارند شکوفا شده یا بازسازی را تجربه کنند. این پهنه‌ها مناطقی هستند که ممکن است از گونه‌های در معرض تهدید و جوامع زیست‌محیطی در برابر تأثیرات تغییر اقلیم محافظت کنند.
بازدیدهای انسانی در این مناطق به حداقل محدود می‌شود و اغلب فقط به کسانی که مایل به سفر با وسایل شخصی خود هستند (با پای پیاده، اسکی یا قایق) اجازه داده می‌شود، اما این بازدیدها یک فرصت منحصر به فرد برای تجربه طبیعت وحشی است که در آن دستکاری و دخالتی انجام نشده است.
مناطق طبیعت وحش را تنها در صورتی می‌توان در این دسته‌بندی قرار داد که فاقد زیرساخت‌های مدرن باشند، هرچند این مناطق به فعالیت‌های انسانی اجازه می‌دهند تا گروه‌های بومی و ارزش‌های فرهنگی و معنوی خود را در سبک زندگی مبتنی بر طبیعت وحش حفظ کنند.

### رده II – پارک ملی

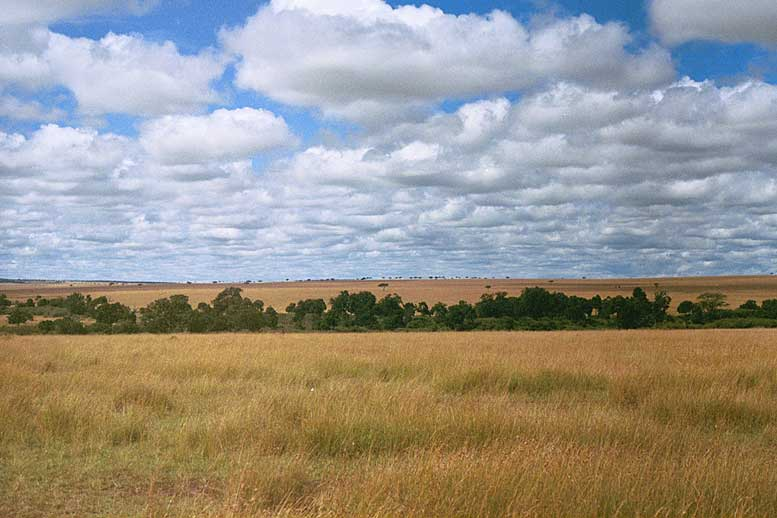
پارک ملی سرنگتی در تانزانیا به‌عنوان یک منطقه رده II مشخص شده است

رده II در دسته‌بندی IUCN، از نظر وسعت و هدف اصلی آن یعنی حفاظت از اکوسیستم‌های فعال شبیه به منطقه طبیعت وحش است. با این حال، مناطق رده II تمایل دارند در مورد بازدیدهای انسانی و زیرساخت‌های حمایتی آن ملایم تر باشند. مناطق رده II به گونه‌ای مدیریت می‌شوند که از طریق ترویج گردشگری آموزشی و تفریحی در مقیاسی که اثربخشی تلاش‌های حفاظتی را کاهش ندهد، به اقتصاد محلی کمک کنند.
علیرغم اینکه «پارک ملی» نام رایج مناطق رده II است، همه مناطق حفاظت‌شده با عنوان «پارک ملی» با معیارهای دسته‌بندی II مطابقت ندارند.
مناطق اطراف یک پهنه رده II ممکن است برای استفاده مصرفی یا غیر مصرفی باشد، اما با این وجود باید به عنوان مانعی برای دفاع از گونه‌های بومی و جوامع منطقه حفاظت‌شده عمل کند تا آنها را قادر به حفظ خود در درازمدت کند.

### رده III – پدیده یا یادمان طبیعی

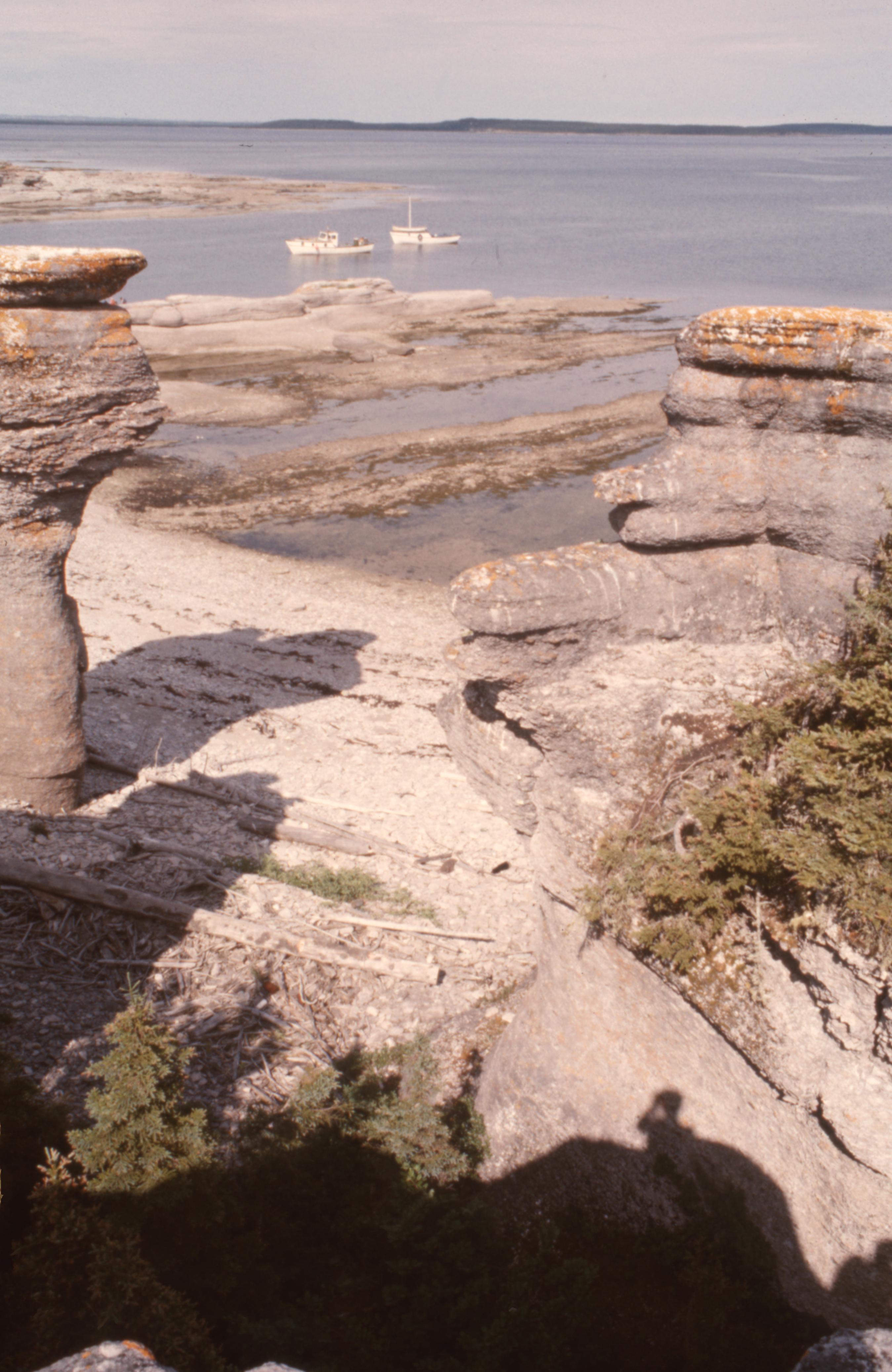
ذخیره‌گاه پارک ملی مجمع‌الجزایر مینگان، خلیج سنت لورنس، استان کبک، کانادا

اثر یا یادمان طبیعی (رده III دسته‌بندی IUCN)، یک منطقه نسبتاً کوچک‌تر است که به‌طور خاص برای حفاظت از یک اثر طبیعی و زیستگاه‌های اطراف آن اختصاص داده شده است. این یادمان‌ها می‌توانند به معنای کامل طبیعی باشند یا شامل عناصری باشند که تحت تأثیر یا معرفی انسان قرار گرفته‌اند. در حالت دوم باید نمودهایی از تنوع زیستی داشته باشد یا در غیر این صورت می‌تواند به عنوان یک مکان تاریخی یا معنوی طبقه‌بندی شود، اگرچه تشخیص این تمایز می‌تواند بسیار دشوار باشد.
منطقه حفاظت‌شده برای طبقه‌بندی به عنوان یک اثر یا یادمان طبیعی برپایه دستورالعمل‌های IUCN، می‌تواند شامل ویژگی‌های زمین‌شناسی یا ژئومورفولوژیکی طبیعی، ویژگی‌های طبیعی متأثر از فرهنگ، مکان‌های فرهنگی طبیعی، یا مکان‌های فرهنگی با بوم‌شناسی مرتبط باشد. سپس این طبقه‌بندی به دو دسته تقسیم می‌شود: دسته‌بندی‌هایی که در آنها تنوع زیستی به‌طور منحصربه‌فردی با شرایط ویژگی طبیعی مرتبط است، و مواردی که در آنها سطوح فعلی تنوع زیستی به حضور مکان‌های خاصی وابسته است که این مکان‌ها یک اکوسیستم اساساً تغییریافته ایجاد کرده‌اند.
آثار یا یادمان‌های طبیعی اغلب نقش بوم‌شناختی کوچک‌تر اما کلیدی را در عملیات اهداف حفاظتی گسترده‌تر ایفا می‌کنند. این پدیده‌ها دارای ارزش فرهنگی یا معنوی بالایی هستند که می‌توان از آنها برای جلب حمایت از چالش‌های حفاظتی با اجازه دادن حق بازدید یا تفریح بالاتر استفاده کرد، بنابراین انگیزه ای برای حفظ آن محل ارائه می‌دهند.

### رده IV – منطقه مدیریت زیستگاه یا گونه‌ها

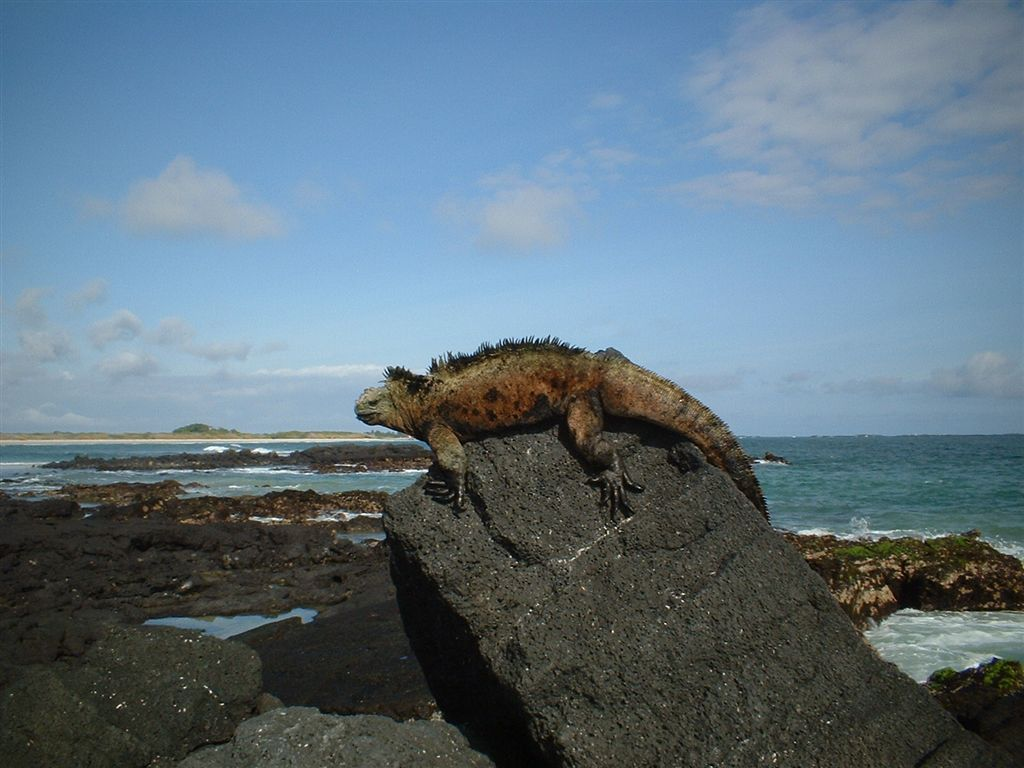
مجمع‌الجزایر گالاپاگوس در اکوادور تحت رده IV برای حفظ گیاهان و جانوران بومی جزایر مدیریت می‌شود.

منطقه مدیریت زیستگاه یا گونه‌ها (رده IV دسته‌بندی IUCN)، به پدیده یا یادمان طبیعی شباهت دارد، اما بر مناطق خاص حفاظتی متمرکز است (اگرچه اندازه لزوماً یک ویژگی متمایز نیست)، مانند یک گونه یا زیستگاه قابل شناسایی که به جای حفاظت از یک پدیده یا یادمان طبیعی، نیاز به حفاظت مداوم دارد. این نوع مناطق حفاظت‌شده به اندازه کافی کنترل خواهند شد تا از نگهداری، حفاظت و احیای گونه‌ها و زیستگاه‌های خاص —احتمالاً از طریق ابزارها و روش‌های سنتی — اطمینان حاصل شود. آموزش عمومی چنین مناطقی به‌طور گسترده به عنوان بخشی از اهداف مدیریت تشویق می‌شود.
مناطق مدیریت زیستگاه یا گونه‌ها ممکن است به عنوان بخشی از یک اکوسیستم گسترده‌تر یا منطقه حفاظت‌شده وجود داشته باشند و ممکن است به سطوح مختلف حفاظت فعال نیاز داشته باشند. اقدامات مدیریتی ممکن است شامل (اما نه محدود به) پیشگیری از شکار غیرقانونی، ایجاد زیستگاه‌های مصنوعی، توقف جانشینی طبیعی و شیوه‌های تغذیه تکمیلی باشد.

### رده V – چشم‌انداز خشکی یا دریایی حفاظت‌شده
چشم‌انداز خشکی یا دریایی حفاظت‌شده (رده V دسته‌بندی IUCN)، پهنه‌ای از زمین یا اقیانوس را با یک طرح آشکار حفاظت طبیعی پوشش می‌دهد، اما معمولاً طیف وسیعی از فعالیت‌های انتفاعی را نیز در خود جای می‌دهد. هدف اصلی حفاظت از مناطقی است که ویژگی‌های بوم‌شناختی، زیست‌شناختی، فرهنگی یا چشم‌اندازی متمایز و ارزشمند ایجاد کرده‌اند. برخلاف دسته‌های قبلی، رده V به جوامع اطراف اجازه می‌دهد تا با این منطقه تعامل بیشتری داشته باشند و به مدیریت پایدار منطقه و درگیر شدن با میراث طبیعی و فرهنگی آن کمک کنند.
چشم‌اندازهای خشکی و دریایی که در این دسته قرار می‌گیرند باید یک تعادل یکپارچه بین مردم و طبیعت را نشان دهند و می‌توانند فعالیت‌هایی مانند سامانه‌های کشاورزی و جنگل‌داری سنتی را در شرایطی حفظ کند که حفاظت مستمر یا بازسازی بوم‌شناختی منطقه را تضمین کنند.
رده V یکی از طبقه‌بندی‌های انعطاف پذیرتر مناطق حفاظت‌شده است. در نتیجه، چشم‌اندازهای خشکی یا دریایی حفاظت‌شده ممکن است بتوانند با تحولات امروزی مانند طبیعت‌گردی خود را تطبیق دهند، همزمان با حفظ شیوه‌های مدیریت تاریخی که می‌تواند پایداری تنوع‌زیستی کشاورزی و تنوع زیستی آبزی را فراهم کند.

### رده VI – منطقه حفاظت‌شده با استفاده پایدار از منابع طبیعی

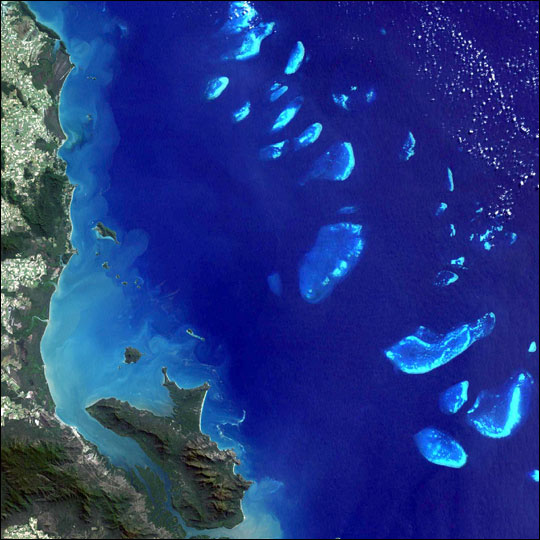
تصویر ماهواره‌ای پارک دریایی دیواره بزرگ مرجانی، استرالیا

اگرچه دخالت انسان عامل بزرگی در مدیریت این مناطق حفاظت‌شده است، هدف از تحولات این نیست که اجازه تولید صنعتی در مقیاس وسیع را بدهد. اتحادیه بین‌المللی حفاظت از طبیعت (IUCN) توصیه می‌کند که بخشی از توده زمین در شرایط طبیعی خود باقی بماند، تصمیمی که معمولاً با توجه به هر منطقه حفاظت‌شده باید در سطح ملی گرفته شود. حکمرانی باید برای سازگاری و انطباق با طیفی متنوع —و احتمالاً در حال رشد— از منافع ناشی از تولید منابع طبیعی پایدار توسعه یابد.
رده VI ممکن است به‌ویژه برای مناطق وسیعی که سطح اشتغال انسانی پایینی دارند یا در آن دسته از جوامع محلی که شیوه‌های سنتی آنها تأثیر دائمی کمی بر سلامت محیط زیست منطقه داشته، مناسب باشد. این نکته با رده V تفاوت دارد، زیرا نتیجه تعامل طولانی‌مدت انسانی نیست که تأثیر دگرگون‌کننده‌ای بر اکوسیستم‌های اطراف داشته باشد.